# رفش (جنس)
الرفش (الاسم العلمي: Rafetus) هو جنس من السلاحف ذات الغطاء الأملس المهددة بالانقراض. إنه جنس من السلاحف الكبيرة التي توجد في موائل المياه العذبة في منطقة أوراسيا.

## التوزيع
- رفش الكرخة: تم العثور عليه في نهري دجلة والفرات في كل من العراق وسوريا وتركيا، وتم العثور عليه أيضا في محافظة خوزستان في إيران. صنفه الاتحاد الدولي لحفظ الطبيعة على أنه مهدد بالانقراض.[2]
- رفش يانغتسي العملاق: تم العثور على ثلاثة فقط من هذا النوع، واحد منهم في حديقة حيوان سوتشو في الصين، واثنان في بحيرتي دونغ مو وشوان خانه في شمال فيتنام. صنفه الاتحاد الدولي لحفظ الطبيعة على أنه مهدد بالانقراض بشكل خطير.[3]